# Daniel Sullivan
Daniel Anthony Sullivan (* 26. April 1987 in Scarborough, Ontario) ist ein italo-kanadischer Eishockeyspieler, der seit 2017 bei den Hamilton Steelhawks in der kanadischen ACH unter Vertrag steht. Sein Bruder Mike Sullivan ist ebenfalls ein professioneller Eishockeyspieler.

## Karriere
Sullivan begann seine Karriere beim Juniorenteam Pickering Panthers in seiner Heimat Ontario. Nach dem Highschool-Abschluss ging er für vier Jahre an die Niagara University und spielte für deren Universitätsteam, die Niagara Purple Eagles in der Universitätsliga Atlantic Hockey. 2009 zog es ihn über den Großen Teich nach Italien, wo er zunächst ein Jahr bei SG Cortina auf dem Eis stand. Nachdem das Team aus Venetien lediglich den letzten Platz in der Seria A1 belegt hatte, wechselte der Defensivspieler zum Ligakonkurrenten SHC Fassa. Aber auch bei der Mannschaft aus der trentinischen Gemeinde Canazei lief es nur unwesentlich besser: Sowohl 2011 als auch 2012 scheiterte Sullivan mit dem Team im Playoff-Viertelfinale. So zog er weiter zu Asiago Hockey, wo sich gleich im ersten Jahr endlich der ersehnte Erfolg einstellte und der italienische Meistertitel errungen wurde. Zu Beginn der Folgesaison konnte er mit Asiago dann auch die Supercoppa gewinnen. 2015 konnte er mit dem Klub dann beide Titel erneut gewinnen. 2016/17 spielt er mit Asiago in der neugegründeten Alps Hockey League. Anschließend kehrte er in seine kanadische Heimat zurück, wo er in der Allan Cup Hockey League bei den Hamilton Steelhawks spielt. 2019 wurde er zum besten Verteidiger der Allan Cup Hockey League gewählt.

### International
Für die Azzurri nahm Sullivan erstmals im April 2013 an der Division I der Weltmeisterschaft 2013 in Budapest teil, bei der den Italienern der Aufstieg in die Top-Division gelang. Dort konnte er sich mit den Italiern bei der Weltmeisterschaft 2014 jedoch nicht halten, so dass er 2015 erneut in der Division I spielte.

## Erfolge und Auszeichnungen
- 2013 Aufstieg in die Top-Division bei der Weltmeisterschaft der Division I, Gruppe A
- 2013 Italienischer Meister und Gewinn der Supercoppa mit Asiago Hockey
- 2015 Italienischer Meister und Gewinn der Supercoppa mit Asiago Hockey
- 2019 Bester Verteidiger der Allan Cup Hockey League

## Karrierestatistik
(Legende zur Spielerstatistik: Sp oder GP = absolvierte Spiele; T oder G = erzielte Tore; V oder A = erzielte Assists; Pkt oder Pts = erzielte Scorerpunkte; SM oder PIM = erhaltene Strafminuten; +/− = Plus/Minus-Bilanz; PP = erzielte Überzahltore; SH = erzielte Unterzahltore; GW = erzielte Siegtore; 1 Play-downs/Relegation; Kursiv: Statistik nicht vollständig)